# كلفن شابمان
كلفن شابمان (بالإنجليزية: Kelvin Chapman)‏ هو لاعب كرة قاعدة أمريكي، ولد في 2 يونيو 1956 في ويليتس في الولايات المتحدة.

## وصلات خارجية
- كلفن شابمان على موقعبيزبول رفرنس.كوم (الدوري الرئيسي) (الإنجليزية)